# Nacaeus tenuis
Nacaeus tenuis är en skalbaggsart som först beskrevs av Leconte 1863.  Nacaeus tenuis ingår i släktet Nacaeus och familjen kortvingar. Inga underarter finns listade i Catalogue of Life.